# Xaltai-Boltai
Xaltai Boltai (Шалтай-Болтай), també coneguda com a Anonimni Internatsional («Internacional Anònima»), és una comunitat d'internautes contraris a les polítiques del Kremlin que filtren correus electrònics i missatges SMS de polítics i funcionaris russos. El 2014 publicaren documents que, entre altres temes, tractaven de l'annexió russa de Crimea, operacions encobertes a l'est d'Ucraïna, el funcionament de la propaganda televisiva i la guerra d'informació contra l'Occident. Segons un dels activistes de la comunitat, la font d'aquestes fuites són denunciants que treballen a la mateixa administració.
«Xaltai-Boltai» és el nom rus de Humpty Dumpty i fou elegit perquè els membres de la comunitat pensen que la lògica absurda d'Alícia en terra de meravelles és el millor símil del funcionament del govern rus.